# 大阪市立東三国中学校
大阪市立東三国中学校（おおさかしりつ ひがしみくにちゅうがっこう）は、大阪府大阪市淀川区にある公立中学校。
大阪市の北端を校区とし、新大阪と江坂のほぼ中間に位置している。1962年に大阪市立三国中学校から分離開校した。

## 沿革
- 1961年4月28日 - 現在地に大阪市立三国中学校分校を発足。
- 1962年4月1日 - 大阪市立東三国中学校として開校。
- 1968年4月23日 - 講堂兼体育館完成。
- 1992年10月31日 - パソコン教室完成。
- 2001年 - 「大阪市学校活性化事業」実施校に指定される（2003年まで）。
- 2010年4月1日 - エレベーター完成。

## 通学区域
- 大阪市立東三国小学校と大阪市立新東三国小学校の通学区域。

大阪市淀川区 東三国2・3・5・6丁目、十八条1丁目。

## 交通
- Osaka Metro御堂筋線 東三国駅 北西へ約500m（徒歩約10分）。
- JR京都線　東淀川駅 北西へ約1km。

## 主な出身者
- 新竹優子（女子体操選手）
- 中谷正義（プロボクサー）
- 川越宗一（直木賞作家）